# Velika Polana
Velika Polana (Hongaars: Nagypalina, Duits: Teufelsloch) is een gemeente in Slovenië. Velika Polana werd voor het eerst met de naam 'Polina' genoemd in 1322. In Velika Polana geboren Miško Kranjec Sloveens schrijver.

## Plaatsen in de gemeente
Brezovica, Malá Poľana, Velika Polana
Apače · Beltinci · Cankova · Črenšovci · Dobrovnik · Gornja Radgona · Gornji Petrovci · Grad · Hodoš · Kobilje · Križevci · Kuzma · Lendava · Ljutomer · Moravske Toplice · Murska Sobota · Odranci · Puconci · Radenci · Razkrižje · Rogašovci · Šalovci · Sveti Jurij · Tišina · Turnišče · Velika Polana · Veržej
1. ↑  "Prebivalstvo po starosti in spolu, občine, Slovenija, polletno". Statistični urad Republike Slovenije. Geraadpleegd op 18 april 2021.